# Eric Harris och Dylan Klebold
Eric Harris och Dylan Klebold var de två tonåriga gärningsmän som förövade Columbinemassakern på Columbine High School i Littleton i Colorado, tisdagen den 20 april 1999. De sköt ihjäl 12 skolkamrater och en lärare, skadade 21 andra och begick därefter självmord.
Både Harris och Klebold var fascinerade av vapen och våldsamma datorspel, exempelvis Doom och musik som KMFDM och Rammstein. De hämtade också inspiration från filmen Natural Born Killers och kallade sitt dåd för "NBK". Först sades det också att mördarna skall ha lyssnat på Marilyn Manson, något som i debatten ibland har kopplats samman med massakern. Detta var dock inte sant och en av dem skall ha uttryckt sig om att Manson var för "mainstream". Columbinemördarna spelade in ett antal korta videofilmer, där de bland annat talar om själva massakern, hur många de planerade att döda och om sitt hat gentemot det amerikanska samhället. Nästan alla videofilmerna är släppta till allmänheten, men de så kallade "The Basement Tapes" vill polisen inte släppa. På dessa ska Harris och Klebolds testamente vara inspelat. Speltiden på dessa ska vara två timmar, 40 minuter och 20 sekunder. Endast ett fåtal personer har sett videorna. De två skrev dagböcker som publicerades efter massakern.

## Biografier

### Eric Harris
Eric David Harris, född 9 april 1981 i Wichita, Kansas, död 20 april 1999 i Littleton, Colorado. Harris familj flyttade ofta runt från stad till stad på grund av faderns arbete inom flygvapnet. De flyttade till Littleton, Colorado i juli 1993 där Eric Harris gick på Ken Caryl Middle School, där han träffade Dylan Klebold för första gången. De blev goda vänner och började umgås. 1995 förflyttades Eric Harris och Dylan Klebold till Columbine High School. Vänner har sagt att det var här som Eric Harris började förändras i sitt beteende. Innan har han beskrivits som en "normal person" av sina barndomsvänner, men på Columbine skulle mobbning ha uppstått riktad mot Harris och Klebold. Eric Harris var inte lika blyg som Dylan Klebold, utan hade även en tid ett förhållande med en några år äldre flicka, som dock gjorde slut. När Harris fick reda på att hon inte ville träffa honom mer iscensatte han ett falskt självmord. Harris började intressera sig mer för industrimusik och läste tyska. Den 30 januari 1998 greps och dömdes både Harris och Klebold till ungdomsvård för att ha gjort inbrott i en van ur vilken de stal elektronikverktyg. Denna händelse satte spår i Harris; han ansåg sig ha blivit orättvist behandlad och började allt mer hata samhället han levde i. Han började tillverka rörbomber och var fascinerad av pyroteknik och explosioner. Han gick hos en psykolog och fick antidepressiva läkemedel utskrivna ungefär ett år före massakern. Eric beskrivs av flera kliniker som lidande av empatistörning och med starka psykopatiska drag. Som många andra psykopater kände han en känsla av överlägsenhet. Han beskrev upprepade gånger hur han ansåg sig ha en rätt att göra vad han vill med "lägre stående" i människosläktet; Harris skrev många utförliga inlägg både på sin hemsida och i anteckningsblock om detaljerade mordfantasier, både i form av grov tortyr mot enstaka individer som han hatade, och av massmord och terrordåd på hela städer.

### Dylan Klebold
Dylan Bennett Klebold, född 11 september 1981 i Lakewood, Colorado, död 20 april 1999 i Littleton, Colorado. Som ung var Dylan Klebold med i CHIPS-programmet (Challenging High Intellectual Potential Students) för högt begåvade elever. Han bodde med sina föräldrar och en äldre bror. Som ung var Klebold tyst och blyg, han spelade baseball och fotboll under de första skolåren. Han träffade Eric Harris under sin tid som elev vid Ken Caryl Middle School i 7:e eller 8:e klass. 1995 flyttades Klebold och Harris över till Columbine High School där Klebold förutom att studera även arbetade som ljus- och ljud-koordinator inför skolans pjäser. Situationen på Columbine ska ha varit hård för Dylan Klebold: han utsattes för mobbning och situationen förvärrades av att han var olyckligt förälskad. Grannar och vänner till Klebold beskrev honom i äldre tonåren som artig, väluppfostrad men extremt blyg.
Bland Klebolds många anteckningar fann utredare att han redan 1997 hade skrivit kort om en fantasi att köpa ett vapen och skjuta folk och sig själv, men majoriteten av texter handlade om stark självmordsönskan och självhat. Han skrev bland annat att han är en utstött och både självskadar och dricker alkohol. En kort tid före massakern besökte han med sin mor det universitet i Arizona som han hade antagits till och bara tre dagar före massakern följde Dylan med på Columbine High Schools seniorbal tillsammans med flickan Robyn Anderson. Hon kände Klebold sedan tidigare och var en av de tre personer som efter massakern skulle komma att åtalas för att ha köpt vapnen åt de två mördarna. Dylan var så djupt deprimerad att han skrev i sin dagbok "jag har alltid varit hatad, av allt och alla." Dylan sägs enligt FBI ha varit den argare och överkänslige av dem, till skillnad från Erics mer känslokalla kalkylerande. Detta syntes under dådet då Klebold var den som oftare hånade och skrek förolämpningar åt offren under massakern.

## Massakern
På morgonen tisdagen den 20 april 1999 hade Harris och Klebold apterat en bomb en bit från skolan som skulle sprängas först och dra till sig polisens uppmärksamhet. Fler bomber skulle sedan sprängas samtidigt i matsalen under lunchtid, döda vissa inne i skolan och skrämma ut andra där de skulle bli nerskjutna av de två ynglingarna. Slutligen skulle en bilbomb döda poliser och ambulanspersonal. Felkonstruktion ledde dock till att bara den första detonerade. Originalplanen var sedan att mördarna skulle ta sig vidare och fortsätta döda folk i staden, i närliggande kvarter. Huruvida det var fantasier eller inte är oklart, då Eric Harris också hade planer på att efter massakern fly och kapa ett flygplan som han ville krascha in i en byggnad.